# Gaultheria eciliata
Gaultheria eciliata är en ljungväxtart som först beskrevs av Rae och D.G.Long, och fick sitt nu gällande namn av P.W.Fritsch och L.H.Zhou. Gaultheria eciliata ingår i släktet Gaultheria och familjen ljungväxter. Inga underarter finns listade i Catalogue of Life.